# Švecov M-25
Švecov M-25 byl hvězdicový motor vyráběný v Sovětském svazu v 30. a 40. letech 20. století na základě licence motoru Wright R-1820-F3.
Licenční motory se vyráběly v továrnách v Kazani a Permu (závod č. 19), celkem bylo postaveno 13 888 motorů M-25 v několika verzích.

## Specifikace (Švecov M-25)

### Základní údaje
- Typ: vzduchem chlazený devítiválcový hvězdicový motor
- Vrtání válce: 155,6 mm
- Zdvih pístu: 174,6 mm
- Zdvihový objem: 29,875 litru

### Součásti
- Dmychadlo: Jedno rychlostní
- Palivový systém: 1 K-25 (Solex) Karburátor

### Výkon
- Výkon: 700-800 k v závislosti na modelu
- Kompresní poměr: 6,4:1

## Využití
- Berijev KOR-1
- Četverikov ARK-3
- Kočerigin DI-6
- Něman R-10
- Tupolev I-14
- Polikarpov I-15bis
- Polikarpov I-153 (protopyp)
- Polikarpov I-16 (I-16 Typ 5)